# 拉维尔亨战役
拉维尔亨战役是1855年9月3日在尼加拉瓜的拉维尔亨爆发的一场战役。这是正统党抵抗威廉·沃克新势力的行动之一，而沃克得到了正统党的激烈反对者民主党的支持。经过一场艰苦但一边倒的小规模战斗后，沃克的军队取得了胜利，使入侵的掠夺者军队的事业合法化，并激励了许多新的志愿者加入他的军队。

## 背景
1854年，威廉·沃克趁着尼加拉瓜正统党人和民主党人之间爆发冲突的机会，以帮助民主党人对抗正统党人为幌子，带领他的“长枪方阵”，一支最初由60名掠夺者组成的部队抵达尼加拉瓜。沃克迅速进攻里瓦斯市，在被正统党军队击退后，他沿着尼加拉瓜湖岸向小镇拉维尔亨方向撤退。

## 战斗

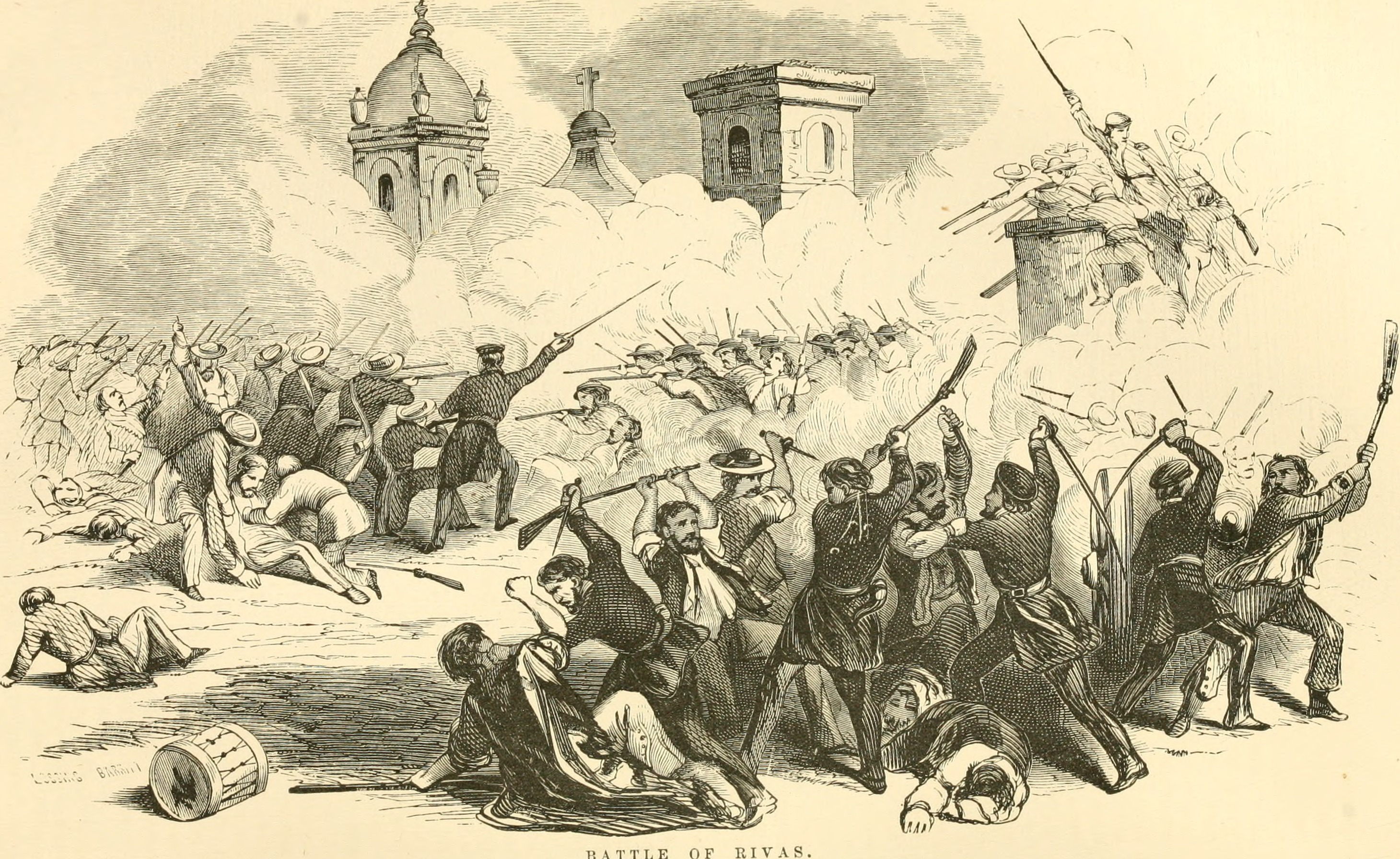
沃克的方阵在里瓦斯的行动

2日晚上，沃克率领他的士兵沿着通往拉维尔亨的过境路线行进，并于当晚深夜抵达。此前在北方被何塞·特立尼达·穆尼奥斯将军领导的民主党击败的令人生畏的洪都拉斯人何塞·桑托斯·瓜迪奥拉将军（外号“屠夫”）决心向沃克和他的手下复仇。瓜迪奥拉对自己的人数优势充满信心，他说他会“把掠夺者全部赶到湖中淹死，以节省他的弹药”。
3日，当沃克的士兵们正在准备早餐时，瓜迪奥拉发动了进攻，他的士兵们涌入城市街道。沃克的士兵们由于背靠湖泊，没有撤退的可能，他们和本土盟友并肩进行了激烈的战斗，沃克通常不赞成本土人的战斗精神，但后来却对他们的努力表示赞赏。尼加拉瓜人和美国人在城市的街道上并肩作战，沃克的健康状况一度受到质疑，因为他的喉咙被流弹擦伤。片刻之后，另一颗子弹击中他的外套口袋，但因为里面装着一包信件，他的生命得救了。
沃克的士兵一次又一次地向逐渐衰弱的正统党人发起冲击，一段时间后，在城内沃克阵地对面的瓜迪奥拉部队开始溃败。沃克并没有将他们全部赶走，而是带领他的士兵去援助他的本土下属，这或许使他越来越欣赏盟友的战斗能力这一说法更加可信。一支由博斯克上校领导的曾在里瓦斯给沃克带来麻烦的正统党队伍，现在又给沃克的本土盟友带来了巨大的压力。沃克迅速将对方的领袖从他标志性的白马上射杀。就这样，最后一支正统党队伍被击溃，而瓜迪奥拉侥幸孤身逃回里瓦斯。

## 后续
这场战斗立即被视为民主党的一次重大胜利，只有两名本土民主党士兵在战斗中阵亡。而正统党士兵则被发现有60人阵亡，仅这一数字就超过了沃克的整个掠夺者部队。沃克缴获了瓜迪奥拉遗弃的所有火炮，以及150多支丢弃的正统党人小型武器。沃克对被俘的正统党战俘仁慈相待，拒绝像尼加拉瓜的习俗那样用刺刀刺死他们。民主党胜利的消息传到了莱昂市，当沃克回到南圣胡安时，许多来自农村的年轻新兵的加入迅速壮大了他的队伍。